# 13475 Orestes
13475 Orestes este o planetă minoră (asteroid), cu un diametru de 22,073 km, din Asteroid troian al lui Jupiter. A fost descoperită pe 19 septembrie 1973 la Observatorul Palomar de Cornelis Johannes van Houten și a fost numită după Oreste. 
Obiectul prezintă o orbită caracterizată de o semiaxă mare de 5,1775691 UAi, o excentricitate de 0,074, o înclinație de 7,94049 ° în raport cu ecliptica.